# Phylloscopus ogilviegranti
A Phylloscopus ogilviegranti a verébalakúak (Passeriformes) rendjébe, ezen belül a füzikefélék (Phylloscopidae) családjába és a Phylloscopus nembe tartozó faj. Egyes rendszerezők a Phylloscopus davisoni alfajának tekintetik. 10-11 centiméter hosszú. Délkelet-Ázsia északi részének erdős területein él, az északi állományai télen délebbre vándorolnak. Többnyire rovarokkal táplálkozik.

## Alfajai
- P. o. disturbans (La Touche, 1922) – költési területe Délkelet-Kína és Északnyugat-Vietnám, telelni délebbre vonul;
- P. o. ogilviegranti (La Touche, 1922) – költési területe Délkelet-Kína, telelni délebbre vonul;
- P. o. intensior (Deignan, 1956) – Délkelet-Thaiföld, nyugat-Kambodzsa;
- P. o. klossi (Riley, 1922) – Dél-Laosz, Délközép- és Dél-Vietnám.

## Fordítás
- Ez a szócikk részben vagy egészben  a   Kloss's leaf warbler című angol Wikipédia-szócikk fordításán alapul.  Az eredeti cikk szerkesztőit annak laptörténete sorolja fel. Ez a jelzés csupán a megfogalmazás eredetét és a szerzői jogokat jelzi, nem szolgál a cikkben szereplő információk forrásmegjelöléseként.